# Otomys dollmani
Otomys dollmani là một loài động vật có vú trong họ Chuột, bộ Gặm nhấm. Loài này được Heller mô tả năm 1912.